# Comuna Velîkosilkî, Kameanka-Buzka
Velîkosilkî (în ucraineană Великосілки) este o comună în raionul Kameanka-Buzka, regiunea Liov, Ucraina, formată din satele Mali Nahirți, Nova Lodîna, Sokoliv și Velîkosilkî (reședința).

## Demografie
Componența lingvistică a comunei Velîkosilkî
     Ucraineană (99,87%)
     Alte limbi (0,09%)
Conform recensământului din 2001, majoritatea populației comunei Velîkosilkî era vorbitoare de ucraineană (99,87%), existând în minoritate și vorbitori de alte limbi.